# Hildebran
Hildebran – miasto w Stanach Zjednoczonych, w stanie Karolina Północna, w hrabstwie Burke.